# Побережник арктичний
Побережник арктичний (Calidris melanotos) — вид сивкоподібних птахів родини баранцевих (Scolopacidae).

## Поширення
Птах розмножується у тундрі в Сибіру, Алясці та Канаді від півострова Ямал на схід до західних берегів Гудзонової затоки. Восени мігрує до південної півкулі, де зимує в Перу, Чилі, Бразилії, Аргентині та Уругваї.

## Опис
Довжина тіла 19–23 см, розмах крил 37–45 см. Маса тіла самців 45–126 г, самиць 31–97 г. У шлюбному оперенні верхня частина тіла темно-коричневого забарвлення з рудими краями. Шия, зоб і верх грудей темно-коричневі зі світлими плямами. Тіло і горло білі. У негніздовий період верх тіла світліший і вкритий темними плямами.

## Спосіб життя
Живиться різними безхребетними. Гніздо облаштовує на землі у тундрі. В червні-липні відкладає 4 яйця. Самиця висиджує яйця приблизно 22 дні. Самець охороняє самку, що насиджує. Самці часто залишають свою пару безпосередньо перед вилупленням, але іноді беруть участь у догляді за пташенятами.